# Mazzarrone
Mazzarrone est une commune italienne de la province de Catane dans la région Sicile en Italie.

## Administration
| Période                                  | Période | Identité       | Étiquette | Qualité |
| ---------------------------------------- | ------- | -------------- | --------- | ------- |
| 2017                                     |         | Giovanni Spatà |           |         |
| Les données manquantes sont à compléter. |         |                |           |         |

### Hameaux
Leva, Grassura

### Communes limitrophes
Acate, Caltagirone, Chiaramonte Gulfi, Licodia Eubea